# Exército Peruano
‎O ‎‎Exército peruano‎‎ (‎‎espanhol‎‎: Ejército del Perú‎‎, ‎‎abreviado EP‎‎) é o ramo terrestre das Forças ‎‎Armadas‎‎ ‎‎Peruanas‎‎ encarregado de salvaguardar a ‎‎independência,‎‎ ‎‎soberania‎‎ e ‎‎integridade‎‎ do território nacional peruano em terra através da ‎‎força militar.‎‎ Missões adicionais incluem assistência na salvaguarda da segurança interna, na realização de operações ‎‎de socorro a desastres‎‎ e na participação em operações internacionais ‎‎de manutenção da paz.‎‎ Comemora o aniversário da ‎‎Batalha de Ayacucho‎‎ (1824) em 9 de dezembro.‎

## Missão
- Organizar e preparar as forças para dissuadir as ameaças internas e externas e, assim, proteger o Peru de agressões que ameacem sua independência, soberania e integridade territorial.[5]
- Assumir o controle da ordem interna, de acordo com a Constituição Política do Peru.[6]
- Colaborar na defesa civil e no desenvolvimento socioeconômico do país, bem como nas forças de paz das Nações Unidas.[7]

## História

### Origem
O Exército do Peru foi criado em 18 de agosto de 1821 com o estabelecimento da Legião da Guarda Peruana pelo General José de San Martín; anteriormente, as primeiras unidades militares peruanas foram formadas após o desembarque de San Martín em Paracas, como o Esquadrão Auxiliar de Ica e o Batalhão de Caçadores do Exército.

## Fotos

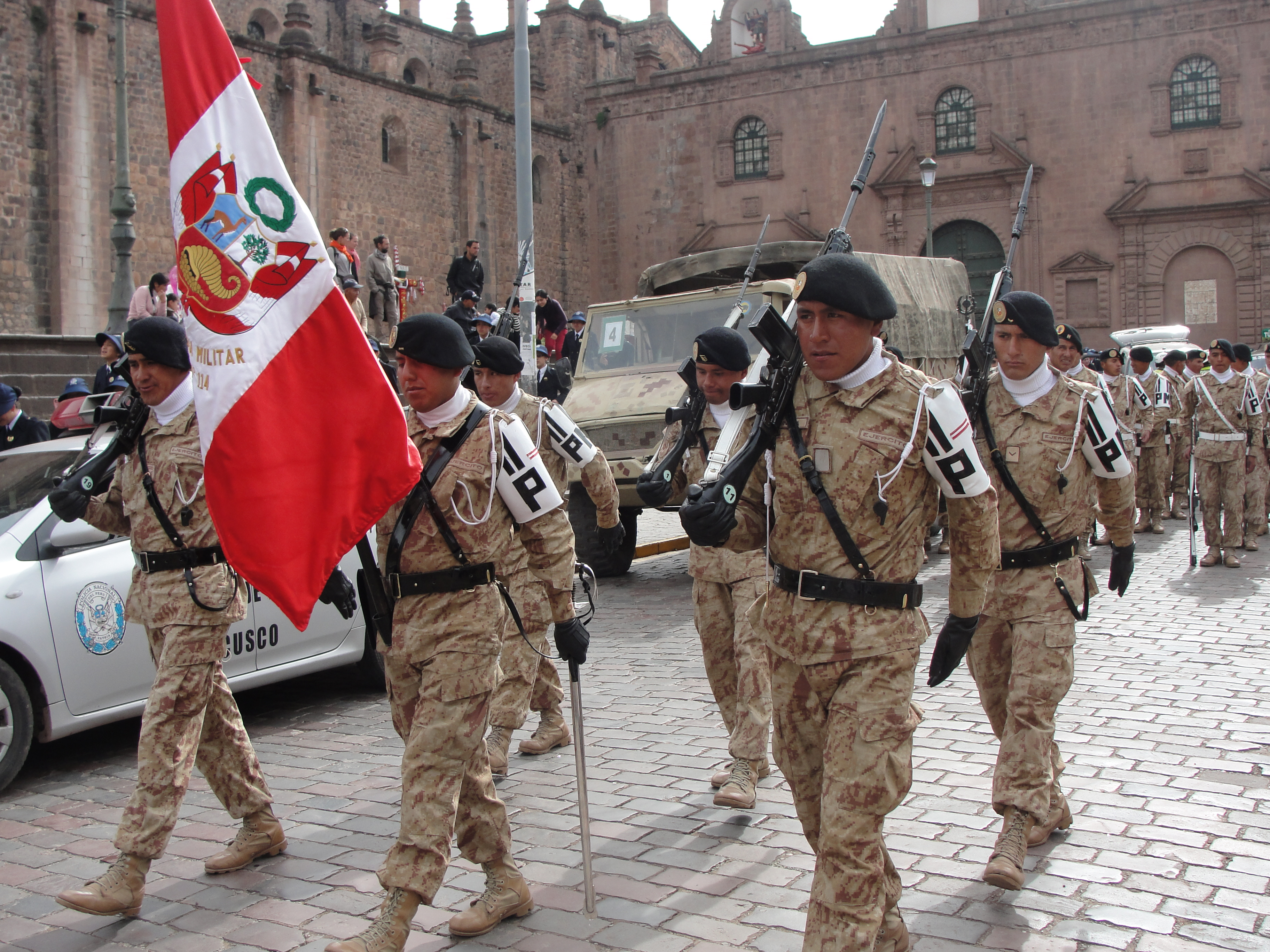
Soldados do exército peruano.
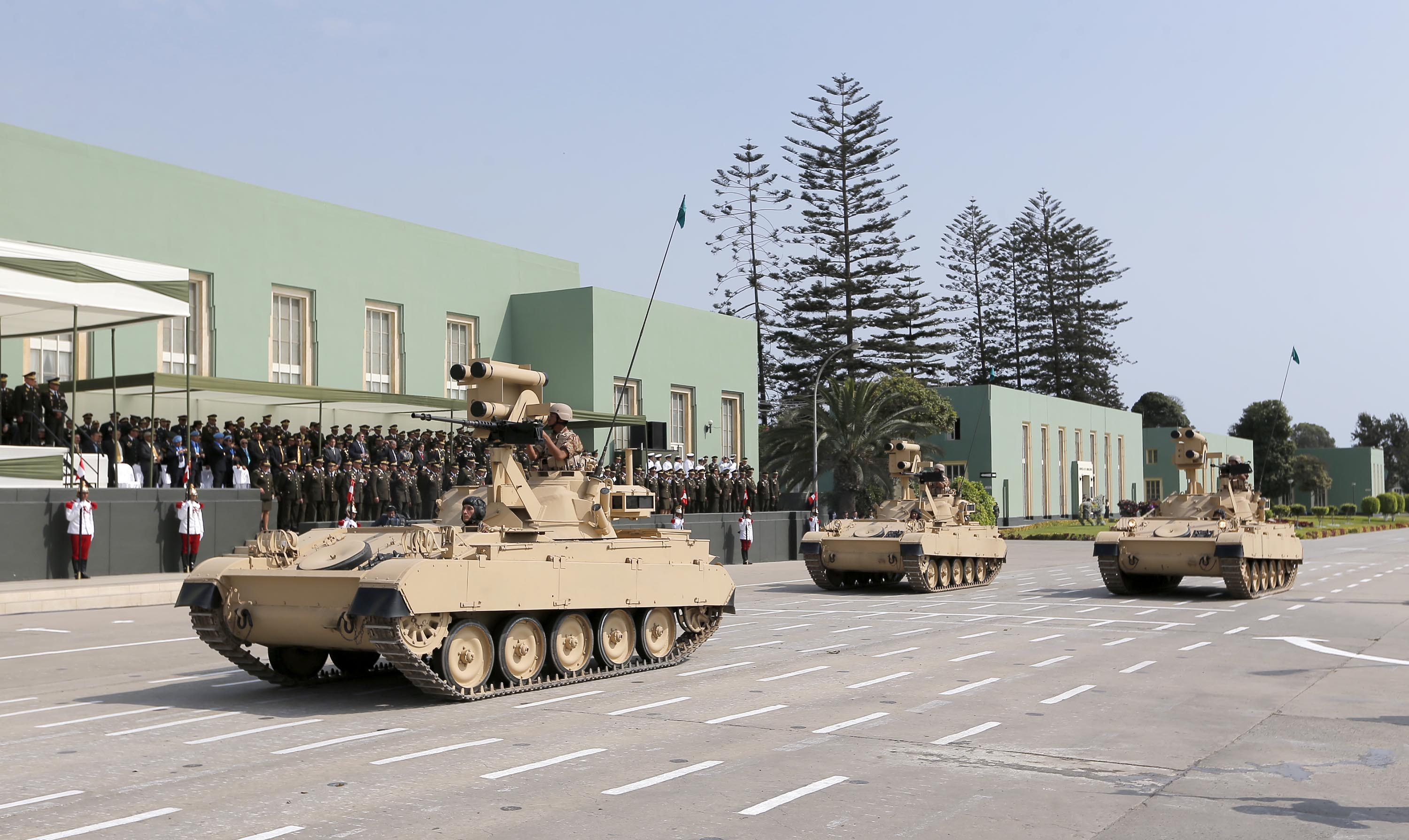
Cerimônia do dia do exército em 2012.
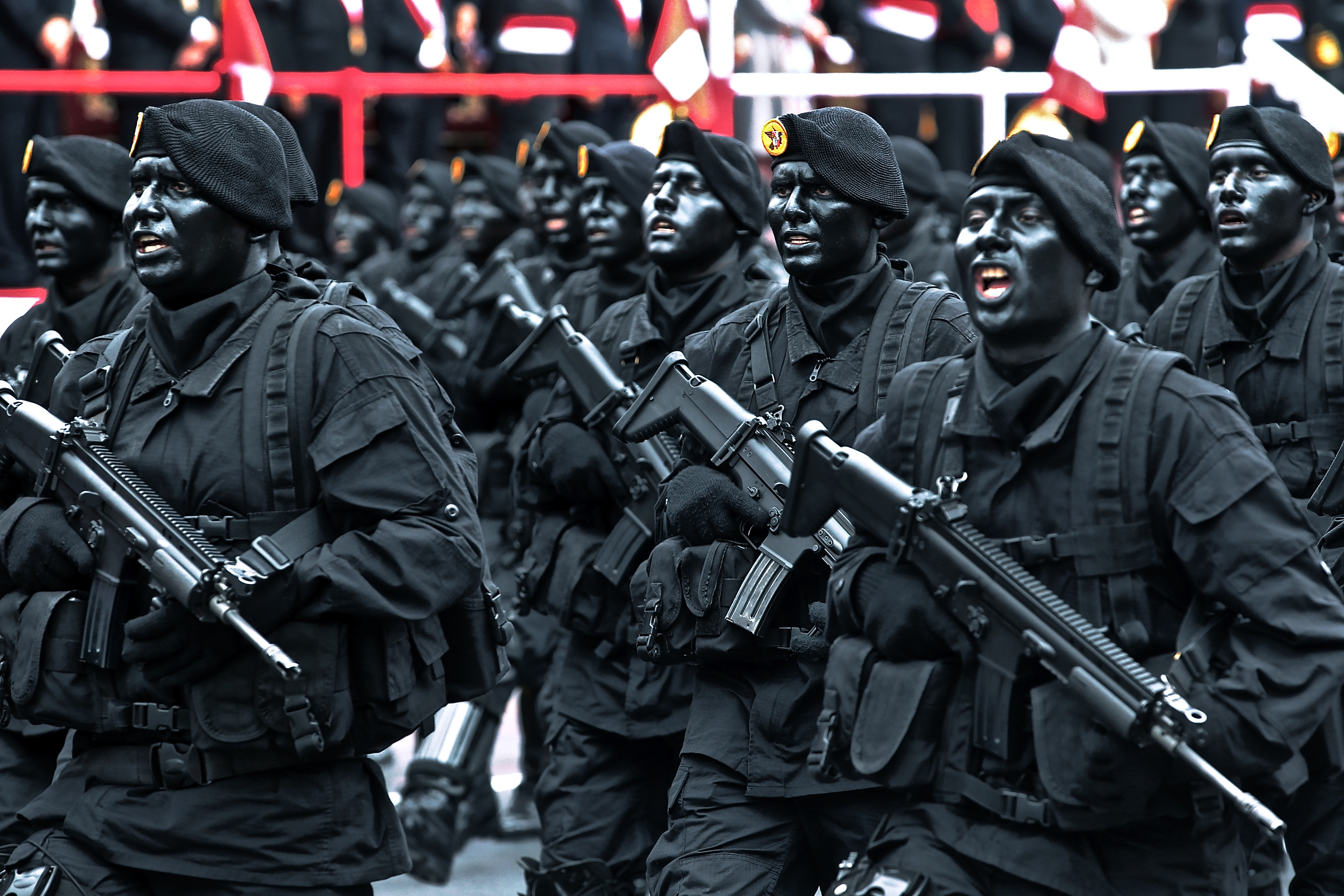
Militares das forças especiais do Peru.
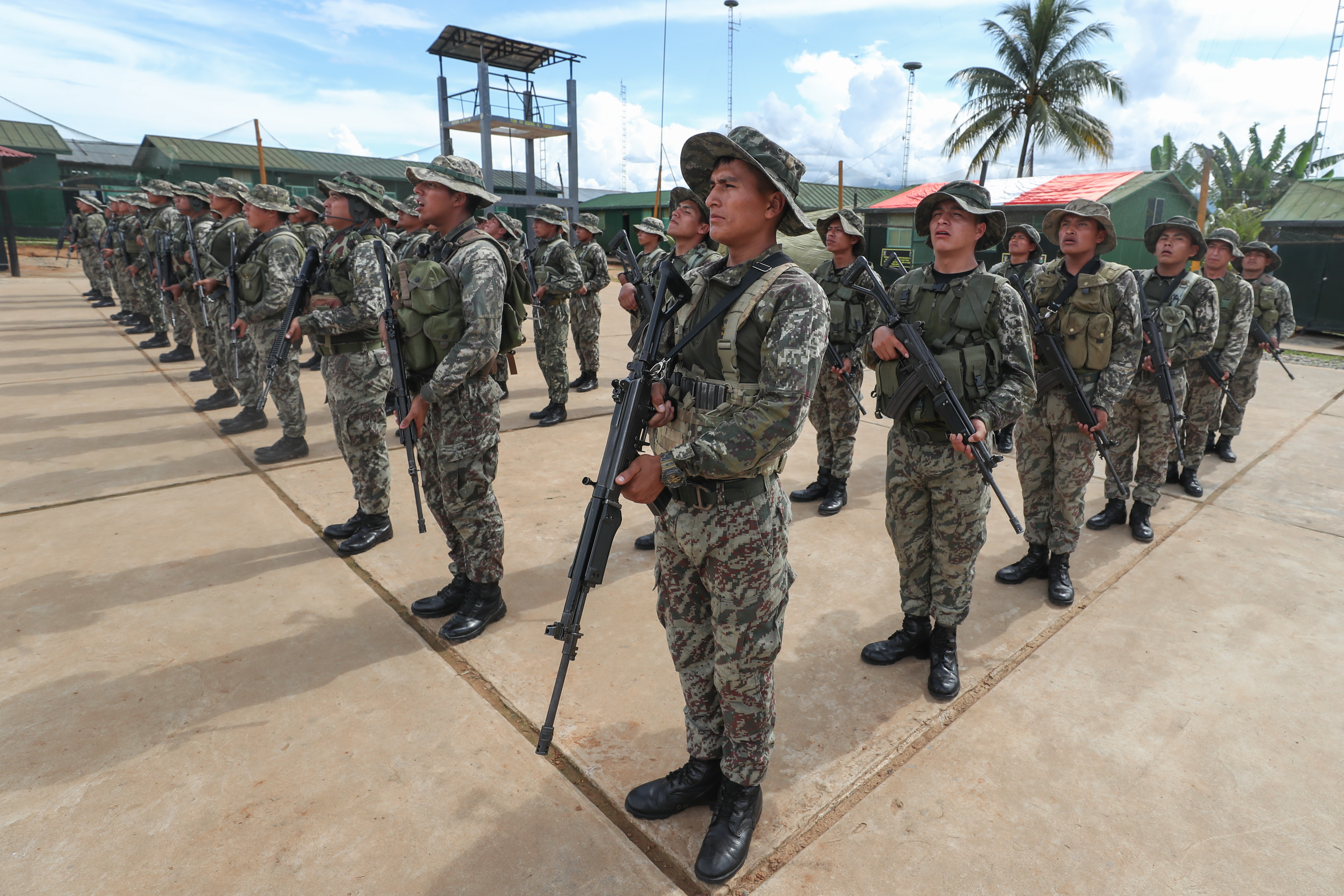
Soldados peruanos.